# Apisa homopunctata
Apisa homopunctata là một loài bướm đêm thuộc phân họ Arctiinae, họ Erebidae.